# Papa Eleuteriu
Pontificatul Papei Eleuteriu (n.  ?, Nicopole, Epir, Grecia – d. 189 d.Hr., colina Vatican⁠(d), Vatican) a fost în perioada 174 sau 177 - cca. 185 sau 193

## Originea
Conform "Liber Pontificalis", Papa Eleuteriu s-a născut la Nicopole în Epir, Grecia. Semnificația numelui său în greacă este "liber".

## Viața
A fost diacon al predecesorilor săi, Papa Anicet și Papa Soter. Pe timpul pontificatului său, răspândirea în Occident a mișcării montaniste, a suscitat discuții aprinse și probleme.
Sfântul Irineu, episcop de Lyon, a venit la Roma prin 177 ca să-l convingă pe Papa Eleuteriu să se pronunțe împotriva acestei mișcări eretice, dar fără rezultate imediate. Papa Eleuteriu nu s-a pronunțat imediat împotriva curentului montanist. În timpul pontificatului său, împăratul roman Marc Aureliu a ordonat executatea creștinilor în Lyon și Vienne.
Conform "Liber Pontificalis", Papa Eleuteriu a decretat ca nici un aliment să nu fie disprețuit de creștini. 
Născută din confuzia unui Luciu, rege al britanicilor, cu un alt Luciu, rege al Edesei din Siria, convertit la creștinism, a apărut mult mai târziu legenda conform căreia Papa Eleuteriu ar fi trimis misionari care să-i convertească pe britanici drept răspuns la cererea regelui.
Pentru prima oară este menționat ca martir într-un text din sec. al IX-lea.
Sărbătorit, 26 mai.